# Darius Draudvila
Darius Draudvila (ur. 29 marca 1983 w Wędziagole) – litewski lekkoatleta specjalizujący się w wielobojach.
W 2002 roku zajął 6. miejsce w mistrzostwach świata juniorów. Podczas mistrzostw Europy w Göteborgu nie ukończył biegu na 110 metrów przez płotki i wycofał się z dziesięcioboju po tej konkurencji. Medalista mistrzostw Litwy. Mieszka w Stanach Zjednoczonych.
Rekordy życiowe: siedmiobój – 5878 pkt. (2 lutego 2008, Lincoln); dziesięciobój – 8032 pkt. (29 lipca 2010, Barcelona). Draudvila jest aktualnym rekordzistą Litwy w siedmioboju oraz w juniorskim dziesięcioboju (7245 pkt. w 2002).

## Osiągnięcia
| Rok  | Impreza                     | Miejsce   | Konkurencja   | Lokata      | Wynik     |
| ---- | --------------------------- | --------- | ------------- | ----------- | --------- |
| 2002 | Mistrzostwa świata juniorów | Kingston  | dziesięciobój | 6. miejsce  | 7245 pkt. |
| 2006 | Mistrzostwa Europy          | Göteborg  | dziesięciobój | –           | DNF       |
| 2010 | Mistrzostwa Europy          | Barcelona | dziesięciobój | 6. miejsce  | 8032 pkt. |
| 2011 | Halowe mistrzostwa Europy   | Paryż     | siedmiobój    | 14. miejsce | 5073 pkt. |
| 2011 | Mistrzostwa świata          | Daegu     | dziesięciobój | –           | DNF       |
| 2012 | Igrzyska olimpijskie        | Londyn    | dziesięciobój | 25. miejsce | 7557 pkt. |